# Speed (Kansas)
Speed és una població dels Estats Units a l'estat de Kansas. Segons el cens del 2000 tenia 44 habitants.

## Demografia
Segons el cens del 2000, Speed tenia 44 habitants, 18 habitatges, i 12 famílies. La densitat de població era de 113,3 habitants/km².
Dels 18 habitatges en un 38,9% hi vivien nens de menys de 18 anys, en un 66,7% hi vivien parelles casades, en un 5,6% dones solteres, i en un 27,8% no eren unitats familiars. En el 27,8% dels habitatges hi vivien persones soles l'11,1% de les quals corresponia a persones de 65 anys o més que vivien soles. El nombre mitjà de persones vivint en cada habitatge era de 2,44 i el nombre mitjà de persones que vivien en cada família era de 2,92.
Per edats la població es repartia de la següent manera: un 27,3% tenia menys de 18 anys, un 4,5% entre 18 i 24, un 29,5% entre 25 i 44, un 31,8% de 45 a 60 i un 6,8% 65 anys o més.
L'edat mediana era de 41 anys. Per cada 100 dones de 18 o més anys hi havia 128,6 homes.
La renda mediana per habitatge era de 45.625 $ i la renda mediana per família de 51.250 $. Els homes tenien una renda mediana de 27.083 $ mentre que les dones 26.250 $. La renda per capita de la població era de 15.031 $. Cap de les famílies i el 2% de la població estaven per davall del llindar de pobresa.

## Poblacions més properes
El següent diagrama mostra les poblacions més properes.